# Girls Trip
Pour plus de détails, voir Fiche technique et Distribution.
Girls Trip est un film américain réalisé par Malcolm D. Lee, sorti le 21 juillet 2017 aux États-Unis. Il met en scène Regina Hall, Jada Pinkett Smith, Queen Latifah et Tiffany Haddish.
Le film suit quatre amies qui partent faire un voyage et décident de se lâcher comme jamais,,.
Aux États-Unis, le film dépasse les 100 millions de dollars de recettes, ce qui en fait la seule comédie de l'année 2017 à avoir fait un tel score,.
En France, le film sort en salles le 13 décembre 2017.

## Synopsis
Quatre amies de longue date, le « Flossy Posse », se sont perdues de vue depuis plusieurs années. Quand Ryan Pierce (Regina Hall), coach de vie surnommée « la nouvelle Oprah » se voit offrir l'opportunité de devenir la marraine du Essence Music Festival à la Nouvelle-Orléans, elle décide d’amener ses amies avec elle pour se retrouver comme au bon vieux temps.
En dehors de Ryan, le Flossy Posse est composé de Sasha (Queen Latifah), webmaster d'un blog à potins de stars, Lisa (Jada Pinkett Smith), une infirmière mère-poule, célibataire depuis son divorce il y a plusieurs années, et Dina (Tiffany Haddish), une fêtarde insouciante au caractère bien trempé, actuellement renvoyée à la suite d'une violente altercation avec un collègue de travail.
Durant leur séjour, Sasha reçoit une photo de Stewart (Mike Colter), le mari de Ryan, embrassant une modèle d'Instagram. Elle et Lisa sont peu enclines à révéler cette information à Ryan, mais lorsque Dina finit par le lui dire, Ryan les surprend toutes en leur confiant qu’elle était déjà au courant des frasques de son mari, et qu’ils suivent actuellement une thérapie conjugale. Quelques instants plus tard, lorsque Dina voit Stewart dans leur hôtel de luxe, elle l’agresse et le menace avec un tesson de bouteille, ce qui conduit à son bannissement de l’hôtel. Par solidarité, ses amies la suivent, mais le seul hôtel disponible en ces jours de festivités est un hôtel de passe très glauque.
Les filles se préparent enfin et se rendent au Essence Fest où elles rencontrent Julian (Larenz Tate), un vieil ami commun, ainsi que Malik, que Lisa avait repéré plus tôt dans la foule. Après le concert, Ryan se rapproche de Julian, qui la repousse gentiment, du fait qu'elle est encore mariée. Il laisse aux filles sa suite afin qu’elles puissent séjourner dans un endroit décent. Pendant ce temps, Lisa, qui semblait bien partie pour coucher avec Malik, est intimidée par la taille du pénis de ce dernier, et décide d’en rester là.
Le lendemain, Ryan anime une démonstration culinaire avec Stewart, qui part en vrille lorsque Simone, la maîtresse de Stewart, s'y présente. Malgré cela, un investisseur potentiel est intéressé, puis un meeting est officialisé le soir-même pour Ryan, Stewart et Elizabeth (Kate Walsh), leur agent. Malheureusement, un peu plus tôt, Dina a servi à toutes les filles un cocktail à base d’absinthe qui les fait halluciner. Durant le meeting en carré VIP, Ryan est agressive envers la serveuse qu’elle voit comme Simone, Lisa voit ses enfants, puis Malik nu sur l’écran géant, Dina se sent flotter dans l’espace, et Sasha enlace une lampe qu’elle voit comme un homme attirant. Les filles arrivent néanmoins à faire sortir Ryan du carré VIP, laissant Stewart et Elisabeth, qui est aussi sous l’emprise du cocktail.
Le Flossy Posse décide d'aller dans un night club pour y danser et évacuer l’alcool, quand elles tombent sur Simone et ses amies, qu’elles affrontent dans un battle de danse, puis dans une véritable altercation physique au bar. Dans leur fuite, elles sont secourues par Julian, qui les raccompagne en voiture à leur hôtel pour les cacher de la police.
Le lendemain, Ryan et Stewart se voient proposer une offre généreuse de la chaîne de magasins Bestmart, qui souhaite les avoir comme porte-parole. Ryan fête l'événement avec ses amies le soir-même dans un bar où Julian joue. Simone s’y présente un peu plus tard, et dit à Sasha en aparté qu’elle est enceinte de Stewart et qu’il ne répond plus à ses appels. Elle souhaite également lui offrir l’exclusivité de la révélation de cette affaire pour son blog, avec d’autres photos compromettantes. Stewart retourne voir Ryan une nouvelle fois pour la convaincre de rester avec lui pour que le contrat avec Bestmart soit honoré. Malgré cela, Simone révèle tout au public, et Ryan accuse Sasha d’être responsable de cette révélation. La dispute devient générale, et les quatre amies se quittent, furieuses.
Dina et Lisa se réconcilient rapidement le lendemain. Après que Sasha ait fermé son blog, dégoûtée par son business, elle se réconcilie à l'aéroport avec Lisa et Dina, et les trois décident d’aller sauver Ryan qui a décidé de rester avec Stewart, malgré le scandale.
Ryan commence à prononcer son discours (écrit par son assistante) qui nie l'authenticité de la photo de Stewart et Simone. Quand elle aperçoit ses amies entrer dans la salle du meeting, elle décide d’arrêter de se mentir à elle-même, et fait sa propre déclaration, révélant toute la vérité sur les frasques de Stewart et restant fidèle à ses principes. Le discours est ovationné, et lorsque les filles se réunissent dans la loge, Ryan s’excuse auprès de Sasha. Elizabeth arrive et dit à Ryan que son contrat avec Bestmart est maintenu, uniquement avec elle. Ryan accepte à la condition que Sasha devienne sa partenaire, comme elles avaient prévu de le faire il y a plusieurs années.

## Fiche technique
- Titre original : Girls Trip
- Réalisation : Malcolm D. Lee
- Scénario : Erica Rivinoja, Kenya Barris, Tracy Oliver
- Costumes :
- Photographie :
- Montage :
- Musique :
- Production : Universal Pictures et Will Packer Productions
- Société de distribution :
- Pays de production :  États-Unis
- Langue : Anglais
- Genre : Comédie
- Format :
- Durée : 122 minutes
- Dates de sortie :
  - États-Unis : 21 juillet 2017
  - France : 13 décembre 2017
- Classification : tous publics avec avertissement

## Distribution
- Regina Hall (VFB : Mélanie Dermont) : Ryan
- Jada Pinkett Smith (VFB : Sophie Landresse) : Lisa
- Queen Latifah (VFB : Nathalie Stas) : Sasha
- Tiffany Haddish (VFB : Célia Torrens) : Dina
- Larenz Tate : Julian[2]
- Mike Colter (VFB : Nicolas Matthys) : Stewart[8]
- Lara Grice (VFB : Fabienne Loriaux) : Bethany
- Kofi Siriboe : Malik
- Ricky Wayne (VFB : Sébastien Hébrant) : Ted
- Kate Walsh (VFB : Marcha Van Boven) : Elizabeth
- Mariah Carey : Elle-même
- Iyanla Vanzant (VFB : Nathalie Hons) : Elle-même
- Ne-Yo : Lui-même
- Faith Evans : Elle-même
- Morris Chestnut : Lui-même
- Gabrielle Union : Elle-même
- MC Lyte : Elle-même

## Production
En février 2014, Universal annonce que Malcolm D. Lee et Will Packer sont en train de travailler sur un projet de film intitulé Girls Trip. Il est également reporté que Regina Hall serait la star principale du film et que Kenya Barris et Tracy Oliver ré-écrivent le script. Queen Latifah et Jada Pinkett Smith  rejoigne le casting en juin 2016. La sortie du film est alors annoncée pour le 21 juillet 2017. Le tournage a débuté en juin 2016 à La Nouvelle-Orléans, en Louisiane et inclus des scènes issues de l’Essence Music Festival.
Une bande annonce du film est publiée le 31 janvier 2017,.

## Réception

### Box office
Dès son 1er weekend d'exploitation, le film atteint les 30.8 millions de dollars de recettes, le plaçant au second rang après Dunkerque, qui est sorti la même semaine. Il est également le film le plus rentable de Malcolm D. Lee pour son ouverture.
Depuis le 17 aout 2017 aux États-Unis, le film dépasse les 100 millions de dollars de recettes, ce qui en fait la seule comédie de l'année 2017 à avoir fait un tel score,.

### Critiques
Le film reçoit d'excellentes critiques,. 
Sur le site Rotten Tomatoes, le film obtient 88 % et une moyenne de 7.3/10. Sur Metacritic, il reçoit la note de 72 sur 100. Quant à CinemaScore, il lui donne la note de A +.